# Poplar Valley n.º 12
Poplar Valley n.º 12 es un municipio rural canadiense situado en la provincia de Saskatchewan.

## Superficie
Poplar Valley n.º 12 tiene una superficie de 765,28 km².

## Demografía
En 2021, tenía 190 habitantes, una densidad poblacional de 0,2 hab./km², y 105 viviendas.